# Ha egy téli éjszakán egy utazó
A Ha egy téli éjszakán egy utazó (eredetileg olaszul Se una notte d'inverno un viaggiatore)  Italo Calvino 1979-ben kiadott regénye, magyarul 1985-ben Telegdi Polgár István fordításában jelent meg. A regény a posztmodern próza híres, sok tekintetben modellértékű alkotása. Önmagára irányuló, a regényírás poétikai eljárásait vizsgáló, ún. önreflexív mű, főhősei az Olvasó és az Olvasónő. Az egyes fejezetek vázát mindig a nyomozás adja, de valójában a könyv témája maga az olvasás, az olvasói, befogadói folyamat humoros, önironikus vizsgálata.

## Magyarul
- Ha egy téli éjszakán egy utazó. Regény (Európa, 1985) „Modern könyvtár” sorozat. Fordította és utószó: Telegdi Polgár István. ISBN 963 07 3269 6